# 22355 Yahabananshozan
22355 Yahabananshozan este o planetă minoră (asteroid), cu un diametru de 2,162 km, din centura de asteroizi. A fost descoperită pe 16 noiembrie 1992 la Kitami Observatory⁠(d) de Kin Endate. 
Obiectul prezintă o orbită caracterizată de o semiaxă mare de 2,3741112 UAi, o excentricitate de 0,19, o înclinație de 3,15057 ° în raport cu ecliptica.